# Đại bàng và Cáo

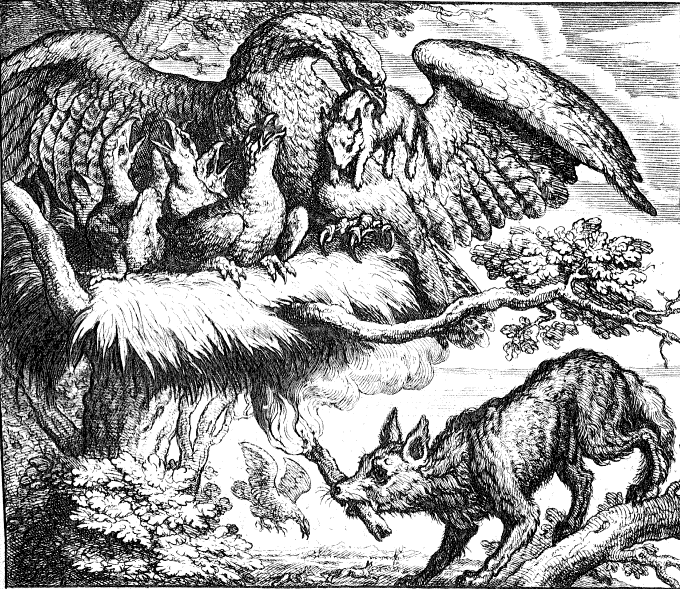
Cáo dọa sẽ đốt cháy cái cây mà đại bàng đang làm tổ. Hình minh họa của Francis Barlow, 1687.

Đại bàng và Cáo là một câu chuyện ngụ ngôn về sự phản bội và trả thù. Được coi là một trong những ngụ ngôn của Aesop, câu chuyện này được đánh số 1 trong danh sách các ngụ ngôn của Aesop do giáo sư Ben Edwin Perry tổng hợp (thường được gọi là Perry Index). Tình tiết chính của ngụ ngôn này liên quan đến một con đại bàng bắt đàn con của một con cáo và mang chúng về tổ để nuôi đại bàng con. Câu chuyện có những kết thúc khác nhau, một trong số đó kể rằng cáo báo trả cho đại bàng những gì đại bàng đã gây ra cho cáo, trong khi một trong những cái kết còn lại kể rằng cáo được bù đắp cho những tổn thất của mình.

## Một ngụ ngôn với những cái kết khác nhau
Phiên bản tiếng Latinh của ngụ ngôn này do Phaedrus viết mở đầu bằng tuyên bố rằng những kẻ có quyền lực nên sợ sự báo thù từ những kẻ hèn mọn mà họ làm hại. Trong lời kể của Phaedrus, cáo mẹ kéo một cành cây rực lửa xuống từ bàn thờ và đe dọa sẽ đốt cháy cái cây mà con đại bàng bất lương đang làm tổ. Lo sợ cho sự an toàn của con non của mình, đại bàng đã trả lại đàn con cho cáo. Đây là phiên bản có trong những bộ sưu tập ngụ ngôn của Aesop thời kỳ đầu bằng tiếng Anh, bao gồm các bộ sưu tập của William Caxton, Francis Barlow, và Samuel Croxall. Marie de France cũng sử dụng câu chuyện này trong bản tường thuật Anglo-Norman vào thế kỷ thứ 12 của mình, có thêm tình tiết con cáo trước tiên đã buộc củi quanh cái cây. Nhận xét của bà về tình huống này làm nổi bật sự vô ích của việc thỉnh cầu những kẻ dùng vũ lực tùy tiện: “Một người giàu có kiêu ngạo sẽ không bao giờ thương xót một người nghèo chỉ vì anh ta kêu la, nhưng nếu người nghèo đó có khả năng báo thù, thì bạn sẽ thấy người giàu cúi đầu."
Trong một phiên bản khác, đại bàng và cáo là đôi bạn và quyết định sống gần nhau. Sau khi đại bàng phản bội cáo và bắt đàn con của cáo để đem về tổ cho đại bàng con ăn, cáo cầu nguyện cho đại bàng gặp quả báo. Và đại bàng đã bị quả báo khi giật thịt từ một bàn thờ hiến tế; phần thịt đó có dính theo một cục than đỏ rực và đại bàng đã tự làm cháy tổ của nó. Những con đại bàng con chết cháy ngã nhào xuống gốc cây và bị cáo ăn thịt. Phiên bản này có trước thời của Aesop, vì Archilochus (khoảng năm 650 trước Công nguyên) đã kể về cách mà tình bạn giữa hai con vật bị phá vỡ và con cáo đã kêu cầu thần Zeus. Tuy nhiên, đến thời Aristophanes, câu chuyện về liên minh tồi tệ giữa hai con vật này được cho là do Aesop sáng tác.
Trong thời kỳ Phục hưng, ngụ ngôn này đã được lấy làm chủ đề cho hai bài thơ tiếng Latinh của Hieronymus Osius và một bài khác của Gabriele Faerno. Trong Ngụ ngôn d’Esope đương thời của Gilles Corrozet (1547), cũng như trong tác phẩm Các ngụ ngôn (1697) của Charles Perrault, chính con cáo đã phóng hỏa đốt cây và ăn thịt những con chim non bị thiêu khi chúng rơi xuống. Kết luận của Perrault là "Không có nỗi đau nào lớn hơn / Nỗi đau không đáng có từ kẻ phản bội", trong khi Pieter de la Court trong cuốn Sinryke Fabulen (1685) đã viết, "Thà làm bạn với một con chó săn [chứ đừng] làm bạn với kẻ thù" (Nguyên ngữ: beeter en hond ten vriende als ten vyande). Tác phẩm Hà Lan này, với “các giải thích” mang tính chủ đề, đã được dịch sang tiếng Anh với tựa đề Ngụ ngôn về Đạo đức và Chính trị vào năm 1703. Một thập kỷ trước đó, Roger L'Estrange cũng đã ghi lại câu chuyện ngụ ngôn và, suy tư về lời cầu nguyện của con cáo, ông đã đưa ra một đạo lý, "Thiên Chúa dành cho chính mình Sự trừng phạt đối với những người cai trị đàn áp và không có niềm tin, và sự minh oan cho Sự thờ phượng và Bàn thờ của chính ngài".
Có một biến thể khác của câu chuyện trong bản dịch tiếng Syriac ở thế kỷ thứ 9 được cho là của Syntipas. Trong lời cầu cầu xin sự báo thù này của con cáo, lời cầu nguyện của cáo được đáp lại khi thịt hiến tế bị đại bàng đánh cắp quá nóng đối với đại bàng con và chúng đã chết vì bị thịt làm nghẹt thở.

## Thỏ và Đại bàng
Một câu chuyện ngụ ngôn nguyên thủy của Laurentius Abstemius thể hiện mối quan hệ họ hàng giữa câu chuyện “Đại bàng và Cáo” và một câu chuyện khác của Aesop về "Đại bàng và Bọ cánh cứng". Trong câu chuyện của Abstemius, một con đại bàng bắt một số thỏ non và xé xác chúng thành từng mảnh cho đại bàng con ăn bất chấp thỏ mẹ van xin khẩn thiết, vì nghĩ rằng một sinh vật sống trên mặt đất thì không thể làm điều gì có hại cho đại bàng. Nhưng thỏ mẹ đào dưới gốc cây mà đại bàng đã làm tổ, để rồi cái cây bị gió quật ngã và đại bàng con bị thú rừng ăn thịt. Abstemius sau đó bình luận rằng "Ngụ ngôn này cho thấy không ai nên cậy quyền lực của mình mà khinh thường người yếu thế hơn họ, vì đôi khi những người yếu thế có thể báo thù cho những điều sai trái mà người có quyền lực hơn đã gây ra cho họ."
Bài học về đạo đức và sự kiêu ngạo không thương xót là những điểm chung giữa ngụ ngôn này và ngụ ngôn “Bọ cánh cứng và Đại bàng”, trong khi thiệt hại gây ra cho con non của một con vật tưởng chừng như không thể trả thù vì không biết bay liên kết chủ đề ngụ ngôn này với “Đại bàng và Cáo”. Ngụ ngôn này ít được biết đến trong tiếng Anh. Roger L'Estrange đã đưa nó vào bộ sưu tập của mình, ghi là tác phẩm của Abstemius, với biến thể là cả bầy thỏ hợp lại để phá cái cây. Vào đầu thời đại Victoria, phiên bản này đã xuất hiện trở lại mà không có được ghi nhận trong tuyển tập Ngụ ngôn: Bản gốc và được chọn lọc (Luân Đôn 1839).